# Seewis im Prättigau
Seewis im Prättigau är en ort och kommun i regionen Prättigau/Davos i kantonen Graubünden, Schweiz. Kommunen har 1 430 invånare (2023). Den ligger i nedre delen av dallandskapet Prättigau. 
Orten Seewis ligger på en terrass högt över dalgången. I kommunen finns även orterna Schmitten och Pardisla som ligger nere vid floden Landquart. 